# Amanoa bracteosa
Amanoa bracteosa là một loàithực vật thuộc họ Euphorbiaceae. Loài này có ở Bờ Biển Ngà, Ghana, Liberia, và Sierra Leone. Chúng hiện đang bị đe dọa vì mất môi trường sống.